# Natalia Osińska
Natalia Osińska – polska autorka literatury młodzieżowej, poruszająca w swojej twórczości wątki LGBT.
Ukończyła filologię polską na Uniwersytecie im. Adama Mickiewicza w Poznaniu. Jej debiutem książkowym była wydana w 2016 powieść Fanfik, która została wpisana na Listę Skarbów Muzeum Książki Dziecięcej 2016 oraz została wyróżniona w IX Konkursie Literatury Dziecięcej im. Haliny Skrobiszewskiej. W 2017 ukazała się kontynuacja, zatytułowana Slash, a w 2019 część trzecia, Fluff.
17 maja 2023 w serwisie Netflix miał premierę film Fanfik na podstawie powieści Osińskiej o tym samym tytule.